# Диас, Бенито
Бенито Диас Ираола  (исп. Benito Díaz Iraola; 17 июля 1898, Сан-Себастьян, Страна Басков — 1 апреля 1990, Сан-Себастьян, Страна Басков) — испанский футболист, тренер.

## Биография

### Карьера футболиста
Бенито Диас с 1917 по 1927 выступал за «Реал Сосьедад».

### Тренерская карьера
В 1926 году, будучи действующим футболистом клуба «Реал Сосьедад», Бенито Диас стал главным тренером команды. С 1936 по 1942 год тренировал «Бордо», затем вернулся в Сан-Себастьян. В 1953—1954 годах работал с «Атлетико Мадрид».
Бенито Диас умер 1 апреля 1990 в родном городе.